# Triangle de Quionga

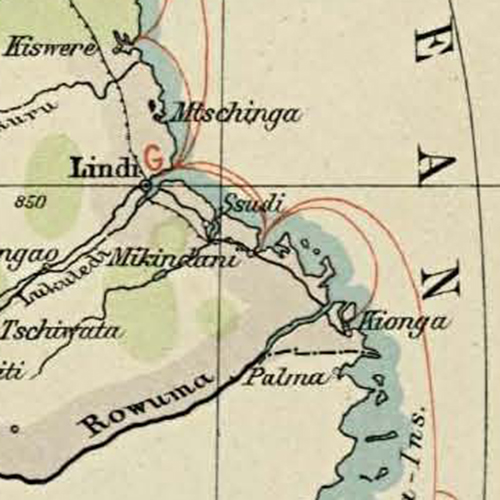
Le triangle de Kionga sur une carte allemande de 1906.

Le triangle de Quionga ou Kionga  (en allemand Kionga-Dreieck, en portugais Triângulo de Quionga) était une petite région (environ 1 000 km2) située à la frontière entre l'Afrique orientale allemande et le Mozambique portugais, juste au sud de l'embouchure du Ruvuma et qui fut disputée entre les deux puissances coloniales. Il fait aujourd'hui partie de la province mozambicaine de Cabo Delgado, le long de la frontière tanzanienne.

## Histoire
En 1885, la conférence de Berlin reconnaît la souveraineté portugaise au sud du fleuve Ruvuma. Cela n'empêche pas une escadre allemande d'occuper le poste de Quionga (de), au sud du fleuve, le 16 juin 1894. Le triangle de Quionga reste aux mains des Allemands jusqu'à la Première Guerre mondiale. Le poste de Quionga compte alors 4000 habitants avant le début de la guerre. Le triangle est occupé par les troupes du lieutenant-colonel José Luís de Moura Mendes (pt) au début de l'année 1916. À la fin du conflit, le traité de Versailles attribue le triangle au Portugal. Il revient au Mozambique lorsque le pays devient indépendant, en 1975.